# Norwell (Nottinghamshire)
Pour les articles homonymes, voir Norwell.
Norwell est un village du Nottinghamshire, en Angleterre.